# چستر (کارولینای جنوبی)
چستر(به انگلیسی: Chester) شهری در ایالت کارولینای جنوبی کشور ایالات متحده آمریکا است که جمعیت آن در سرشماری سال ۲۰۱۰ میلادی، ۵٬۶۰۷ نفر بوده‌است.